# 郵便事業小牧ターミナル支店
郵便事業小牧ターミナル支店（ゆうびんじぎょう こまきターミナルしてん、小牧TM支店）はかつて存在した郵便事業株式会社の一支店。『ゆうパック』の地域区分拠点の一つで、愛知県小牧市に所在した。
2010年（平成22年）7月1日に日本通運（日通）の名古屋ペリカン・アロー支店内に新設されたもので、ゆうパック専用の拠点であるために「ゆうゆう窓口」は設置されていない。
愛知県のうち郵便番号の上2桁が48地域と49地域、岐阜県の東濃地域5市（多治見市・土岐市・瑞浪市・恵那市・中津川市。
郵便番号は507、508の全域と509の一部）のゆうパックの地域区分を担当していた。それまでは、名古屋神宮支店および岐阜支店がゆうパックの地域区分を行っていた。
元々は日通が『ペリカン便』による個人向け宅配事業からの撤退による『ゆうパック』への統合に伴う事で出来た支店であったが、2011年8月28日に廃止された。